# معاملة المثليين في ولايات ميكرونيسيا المتحدة
يواجه الأشخاص من المثليين والمثليات ومزدوجي التوجه الجنسي والمتحولين جنسياً (اختصاراً: LGBT) في ولايات ميكرونيسيا المتحدة تحديات قانونية لا يواجهها غيرهم من المغايرين جنسيا. تعتبر المثلية الجنسية قانونية، لكن المنازل التي يعيش فيها الشركاء المثليون غير مؤهلة للحصول على نفس الحماية القانونية المتاحة للأزواج المغايرين، حيث لايسمح بزواج المثليين ولا بالاتحادات المدنية.
تضم ولايات ميكرونيسيا المتحدة أكثر من 600 جزيرة وحوالي 100.000 شخص. غالبية السكان من المسيحيين.
في عام 2011، وقعت ميكرونيسيا البيان المشترك بشأن إنهاء أعمال العنف وانتهاكات حقوق الإنسان ذات الصلة القائمة على التوجه الجنسي والهوية الجندرية في الأمم المتحدة، التي تدين العنف والتمييز ضد المثليين. أصبح التمييز على أساس التوجه الجنسي غير قانوني منذ عام 2018.

## قانونية النشاط الجنسي المثلي
يعتبر النشاط الجنسي المثلي قانونيا. تم تحديد السن القانونية للنشاط الجنسي على 14 عاما، بغض النظر عن الجنس والتوجه الجنسي.

## الاعتراف القانوني بالعلاقات المثلية
لا يتم الاعتراف بزواج المثليين أو الاتحادات المدنية في ولايات ميكرونيسيا المتحدة.
وتنص قوانين الزواج في «ولاية كوسراي» على أن الزواج الذي يتم في الولاية لن يكون ساريًا إلا إذا كان عمر الذكور في وقت الزواج لا يقل عن 18 عامًا وعمر الإناث 16 عامًا على الأقل. على هذا النحو، يتم الزواج ويسمح به بين رجل وامرأة فقط.

## الحماية من التمييز
لدى ولايات ميكرونيسيا المتحدة قانون مناهض للتمييز يتضمن التوجه الجنسي، ولكن ليس الهوية الجندرية أو وضعية ثنائية الجنس. وهذا يعني أن الأشخاص المتحولين جنسيا أو ثنائيي الجنس غير محميين من التمييز في العمل والتعليم والرعاية الصحية وغيرها من مجالات الحياة العامة. ووفقًا لما كتبته وزارة الخارجية الأمريكية عام 2015، «لم ترد تقارير عن عنف اجتماعي أو تمييز ضد المثليين أو ضد الأشخاص المصابين بفيروس نقص المناعة البشرية/الإيدز».
في عام 2016، تلقت ميكرونيسيا توصيات من خمسة بلدان لحظر التمييز على أساس التوجه الجنسي والهوية الجندرية. في نوفمبر 2018، مرر كونغرس ميكرونيسيا «قانون CB 20-258»، الذي قام بتحديث قانون مكافحة التمييز في البلاد ليشمل التوجه الجنسي. تمت الموافقة على مشروع القانون، الذي قدمه رئيس الكونغرس ويسلي سيمينا، من قبل ثلاث من الولايات الأربع (ولاية تشوك، ولاية بوهنبي، وولاية ياب، ولكن تمت معارضة من قبل ولاية كورساي).
تنص المادة 107 من الفصل 1 من قانون ولايات ميكرونيزيا المتحدة على ما يلي:
القسم 107. التمييز بسبب العرق أو الجنس أو التوجه الجنسي أو اللغة أو الدين؛ الحماية المتساوية.
لا يجوز سن أي قانون يميز ضد أي شخص بسبب العرق أو الجنس أو التوجه الجنسي أو اللغة أو الدين، ولا يجوز إنكار الحماية المتساوية للقوانين.

## الهوية الجندرية والتعبير عنها
لا تقدم ميكرونيسيا أي إجراءات إدارية أو قانونية تسمح للأشخاص المتحولين جنسياً بتحديد جنسهم المحدد في الوثائق الرسمية.
ووفقاً لتقديرات عام 2017 لبرنامج الأمم المتحدة المشترك لفيروس نقص المناعة البشرية/الإيدز، فإن حوالي 4.2% من المتحوّلين جنسياً من ميكرونيسيا مصابون بفيروس نقص المناعة البشرية.

## الخدمة العسكرية
في الوقت الحالي، لا يوجد جيش نشط في ولايات ميكرونيسيا المتحدة، على الرغم من أنه إذا دعت الحاجة إلى ذلك، فإن الولايات المتحدة هي المسؤولة عن دفاعها بموجب اتفاق متبادل.

## ظروف المعيشة

### تاريخ
في عام 1989، سجلت عالمة الأنثروبولوجيا حالة فتاة صغيرة في جزيرة بوهنباي تدعى ماريا التي قامت بعادات صبي، وكانت تسير في الليل بحثًا عن الفتيات. عقدت الأسرة والجيران اجتماعا لمناقشة هذه المسألة، وقررت عقد وليمة حيث سيعلنون عن كونها صبي. تم قص شعرها وقدمت لها ملابس رجالية، وأعيدت تسميتها ماريو في النهاية.
تمتلك جزر تشوك مصطلحًا أصليًا يشير إلى الجنس الثالث التقليدي إلى جانب الذكور والإناث: وهو مصطلح «وينيموان» (بالإنجليزية: wininmwáán)‏. هذا هو مماثل لمصطلح ماهو (بالإنجليزية: māhū)‏ من هاواي.
في كانون الأول/ديسمبر 2018، أقيمت أول مسيرة فخر المثليين في البلاد في ولاية بوهنباي.

### الآراء المجتمعية
يميل مجتمع ميكرونيسيا إلى أن يكون محافظا، ويبقى مجتمع المثليين سريا بشكل عام. قد يستاء بعض المارة من مظاهر الود العلنية بين الشركاء المثليين. تميل المناقشات حول حقوق المثليين إلى أن تكون شبه منعدمة.
قامت «مؤسسة الحقيقة الإنسانية» بإدراج ولايات ميكرونيسيا المتحدة في المرتبة 90 بالنسبة لحقوق المثليين. وكان هذا مشابهاً لبلدان المحيط الهادئ الأخرى، مثل بالاو (86) وجزر مارشال (88) وناورو (87).
في عام 2006، انتقد قس إنجيلي من جيش الخلاص المثلية الجنسية وعلاج التحويل وأعرب عن اعتقاده بأن التوجه الجنسي محدد سلفا.

## إحصائيات
وفقاً لتقديرات عام 2017 لبرنامج الأمم المتحدة المشترك لفيروس نقص المناعة البشرية/الإيدز، هناك حوالي 340 رجلاً يمارسون الجنس مع الرجال (MSM) في البلد.

## ملخص
| قانونية النشاط الجنسي المثلي                                                             | Yes                                              |
| المساواة في السن القانوني للنشاط الجنسي                                                  | Yes                                              |
| قوانين مكافحة التمييز في التوظيف                                                         | (منذ عام 2018)                                   |
| قوانين مكافحة التمييز في توفير السلع والخدمات                                            | (منذ عام 2018)                                   |
| قوانين مكافحة التمييز في جميع المجالات الأخرى (تتضمن التمييز غير المباشر، خطاب الكراهية) | (منذ عام 2018)                                   |
| قوانين جرائم الكراهية تشمل التوجه الجنسي والهوية الجندرية                                | No                                               |
| زواج المثليين                                                                            | No                                               |
| الاعتراف القانوني بالعلاقات المثلية                                                      | No                                               |
| تبني أحد الشريكين للطفل البيولوجي للشريك الآخر                                           | No                                               |
| التبني المشترك للأزواج المثليين                                                          | No                                               |
| يسمح للمثليين والمثليات ومزدوجي التوجه الجنسي بالخدمة علناً في القوات المسلحة             | دولة بدون جيش                                    |
| الحق بتغيير الجنس القانوني                                                               | No                                               |
| علاج التحويل محظور على القاصرين                                                          | No                                               |
| الحصول على أطفال أنابيب للمثليات                                                         | No                                               |
| الأمومة التلقائية للطفل بعد الولادة                                                      | No                                               |
| تأجير الأرحام التجاري للأزواج المثليين من الذكور                                         | (محظور لجميع الأزواج بغض النظر عن التوجه الجنسي) |
| السماح للرجال الذين مارسوا الجنس الشرجي بالتبرع بالدم                                    | No                                               |